# Державна служба медицини катастроф
Державна служба медицини катастроф (ДСМК) - є особливим видом державної аварійно-рятувальної служби, 
основним  завданням якої є надання безоплатної медичної допомоги постраждалим від надзвичайних ситуацій 
техногенного та природного характеру, рятувальниками та особами, які беруть участь у ліквідації 
надзвичайних ситуацій.
Державна служба медицини катастроф створена в системі Міністерства охорони здоров’я України на двох рівнях – Центральному та Територіальному:
- Центральний рівень -  МОЗ України; Український науково-практичний центр екстреної медичної допомоги та медицини катастроф (УНПЦ ЕМД та МК).
- Територіальний рівень – Територіальні центри ДСМК кожної області країни (24 області), центри Автономної Республіки Крим, міст Київ та Севастополь.

Організаційно-методичне керівництво Службою здійснює МОЗ України.
Координація діяльності Служби у разі виникнення НС здійснюють Центральна та територіальні координаційні комісії.

## Основні завдання Державної служби медицини катастроф
1. Надання безоплатної медичної допомоги на догоспітальному та госпітальному етапах постраждалим від НС.
2. Організація та проведення комплексу санітарно-гігієнічних та протиепідемічних заходів в осередку НС.
3. Проведення збору та аналізу інформації щодо медико-соціальних наслідків НС (відповідальна урядова інформаційно-аналітичної системи з питань надзвичайних ситуацій.
4. Забезпечення збереження здоров’я персоналу, який бере участь у ліквідації наслідків надзвичайних ситуацій.
5. Створення і раціональне використання резерву матеріально-технічних ресурсів на всіх рівнях.
6. Участь в підготовці медичних та немедичних працівників до надання медичної допомоги постраждалим.
7. Науково-дослідна робота з питань  екстреної медичної допомоги та питань реагування при НС.

До складу ДСМК на Державному рівні входять Український науково-практичний центр екстреної медичної допомоги та медицини катастроф; визначені МОЗ України медичні формування, на догоспітальному етапі - бригади швидкої медичної допомоги, лікарні, спеціалізовані бригади постійної готовності.
Служба функціонує відповідно Плану медичного забезпечення на випадок виникнення або загрози виникнення НС. 
План медичного реагування на державному рівні розробляє МОЗ України. План  узгоджують з Центральною координаційною комісією після чого його затверджує Кабінет Міністрів України. 
План медичного реагування на територіальному рівні розробляє керівництво  охороною здоров’я АРК, керівництво управлінь охороною здоров’я областей України та керівництво управлінь охороною здоров’я міст Києва і Севастополя.
Координацію роботи державної служби медицини катастроф здійснюють Координаційні комісії. 
Координаційні комісії ДСМК є постійно діючими дорадчими органом створеними з метою узгодження складу та порядку використання при НС медичних сил та засобів ДСМК.
Комісії узгоджують:
- Склад та порядок використання при НС медичних персоналу та ресурсів.
- Плани медичного реагування різного рівня на випадок НС.
- Заходи удосконалення функціонування ДСМК.
- Програму навчань персоналу ДСМК.
- Координацію створення і використання резервів, медичних і матеріально-технічних ресурсів.

Комісії створенні на центральному рівні в системі МОЗ України і на територіальному рівнях. До складу Центральної комісії входять повноважні представники МОЗ України, і представники медико-санітарних служб МНС, Міноборони, МВС, Мінтрансу та УНПЦ та МК, а також представники  територіальних та регіональних відомств. 
До складу територіальних Координаційних комісій входять представники територіальних  органів  охорони здоров’я, територіальних  центрів екстреної медичної допомоги та медичних закладів відомчого підпорядкування, а також представники медико-санітарних служб МНС, Міноборони, МВС, Мінтрансу та Українського науково-практичного центру екстреної медичної допомоги та медицини катастроф У разі потреби комісії можуть залучати до роботи відповідних фахівців.       
Для надання допомоги постраждалим в разі НС Державна служба медицини катастроф використовує наявні та додатково створені на базі  діючих установ охорони здоров'я підрозділи служби екстреної медичної допомоги до яких  належать:
- Бригади швидкої медичної допомоги, що функціонують в складі служби швидкої медичної допомоги.
- Бригади екстреної медичної допомоги, що створюються на базі практичних лікувально-профілактичних закладів з метою посилення спроможності служби швидкої медичної допомоги;
- Спеціалізовані медичні бригади постійної готовності та бригади екстреної медичної допомоги, які формуються на базі Центрів екстреної медичної допомоги. Основне призначення - посилення лікувально-профілактичних закладів для забезпечення надання кваліфікованої та спеціалізованої медичної допомоги.
- Мобільні шпиталі які створюють на базі центрів екстреної медичної допомоги.
- Спеціалізовані протиепідемічні бригади для проведення санітарно-гігієнічних та протиепідемічних заходів.

Керівництво проведенням рятувальної операції покладено на МНС України.
Для надання невідкладної медичної допомоги в осередку катастрофи використовують установи охорони здоров’я, які зберегли свою працездатність, або установи охорони здоров’я в безпосередній близькості.
Доставку особового складу та відповідного медичного устаткування в осередок надзвичайної ситуації та транспортування постраждалих за межі осередку здійснюють автомобільним транспортом СШМД. При великих катастрофах може бути залучено   повітряними силами цивільної авіації, Міністерства надзвичайних ситуацій та Міністерства оборони.
В осередку НС медичну допомогу надають в першу чергу  бригади ШМД та в мобільних шпиталях МОЗ та МНС України.
Служба екстреної медичної допомоги в надзвичайних ситуаціях - це централізована державна служба, яка функціонально об'єднує медичні бригади і установи охорони здоров’я держави для надання медичної допомоги і лікування постраждалих в надзвичайних ситуаціях.      
Досвід надання допомоги потерпілим внаслідок катастрофічних землетрусів:
1. Туреччина, Ізміт -  1999 р.
2. Індія, Гуджарат – 2001 р.
3. Іран (Бам) - 2003 р.
4. Пакистан – 2005р.